# Agelaia acreana
Agelaia acreana är en getingart som beskrevs av Silveira och Carpenter 1995. Agelaia acreana ingår i släktet Agelaia och familjen getingar. Inga underarter finns listade i Catalogue of Life.